# Joe Bugner
József Kreul Bugner, detto Joe (Szőreg, 13 marzo 1950), è un ex pugile e attore britannico naturalizzato australiano con origini ungheresi.
È famoso, fuori dell’ambiente pugilistico, anche per essere apparso, con ruolo di antagonista, in Io sto con gli ippopotami con Bud Spencer e Terence Hill e in altri tre film con protagonista il solo Bud Spencer.

## Biografia
Nato in Ungheria vicino a Seghedino, Joe emigra con la famiglia, dopo la rivoluzione del 1956, dall'Ungheria comunista al Regno Unito, nel Cambridgeshire. Negli anni scolastici è un eccellente pugile, e nel 1964 vince i campionati giovanili.

### Carriera pugilistica
La sua carriera pugilistica iniziò nel 1967. Ha combattuto nei pesi massimi e agli inizi degli anni settanta visse il suo momento di massima fama.
Conquistò il titolo europeo e quello di campione del Commonwealth Britannico il 16 marzo 1971, battendo in quindici riprese il trentasettenne connazionale Henry Cooper. La decisione fu molto contestata perché l'arbitro e giudice unico gli attribuì la vittoria con lo scarto di un solo quarto di punto. Dopo aver difeso vittoriosamente la cintura europea con il tedesco Jürgen Blin, la perse ai punti, insieme a quella di campione del Commonwealth, contro il connazionale Jack Bodell, il 27 settembre 1971, a Wembley.
Riconquistò il titolo europeo il 10 ottobre 1972, alla Royal Albert Hall, battendo per KO all'ottava ripresa nuovamente Blin, che lo aveva conquistato sconfiggendo lo spagnolo José Manuel Urtain.
Difese il titolo continentale cinque volte. Tra le sue vittime preferite i pugili italiani, con i quali mise in palio la cintura tra il 1971 e il 1976. Batté due volte per Kot Dante Canè, il 28 novembre 1972 a Nottingham e il 28 febbraio 1975 a Bologna, rispettivamente alla sesta e alla quinta ripresa. Ebbe ragione di Mario Baruzzi, il 29 maggio 1974, a Copenaghen, sconfiggendolo per kot alla decima ripresa. L'unico a resistergli per tutte e quindici le riprese fu Bepi Ros, il 2 ottobre 1972, alla Royal Albert Hall di Londra. Bugner "gigioneggiò" per tutto il match, cercando la soluzione prima del limite ma, all'ultima ripresa, a corto di fiato, fu anche messo in difficoltà dall'italiano. Alla fine, però, vinse con lo scarto di due punti, almeno secondo il cartellino dell'arbitro.
Il 14 febbraio 1973, a Las Vegas, incontrò Muhammad Ali, perdendo ai punti per decisione unanime, con un margine dai tre ai cinque punti. Subito dopo, a Londra, incrociò i guantoni con l'altro fuoriclasse Joe Frazier. Perse sempre ai punti ma con il risicato margine di tre quarti di punto, decretato dall'arbitro e giudice unico dell'incontro.
Incontrò nuovamente Ali, stavolta con in palio il titolo mondiale dei pesi massimi, allo Stadium Merdeka di Kuala Lumpur, il 30 giugno 1975.. Vinse ancora Ali, ai punti, con un margine più netto dell'incontro precedente (tra i cinque e i sette punti).
Bugner poi difese vittoriosamente il titolo continentale e quello di campione del Commonwealth britannico il 12 ottobre 1976, contro il connazionale Richard Dunn, per KO dopo soli 2:14 del primo round.
Dopo questa vittoria, combatté solo due volte in quasi cinque anni, subendo una dura sconfitta a Dallas da Earnie Shavers (Kot al 2º round). Riprese a combattere più frequentemente sino al 1987, con risultati complessivamente deludenti (sconfitte contro Ron Lyle e Frank Bruno).
Dopo altri otto anni di inattività, ritornò clamorosamente sul ring nel 1995, a quarantacinque anni, conquistando il titolo australiano dei pesi massimi contro Vince Cervi, più giovane di diciassette anni. Da allora in poi combatté sempre in Australia, con l'eccezione di un solo match. Nel 1998 conquistò addirittura il titolo mondiale dei massimi riconosciuto da una federazione minore (la World Boxing Federation), battendo il quarantacinquenne James Smith (quello che aveva messo in difficoltà il giovane Mike Tyson), che abbandonò al primo round. Si ritirò definitivamente a quarantanove anni suonati, con una vittoria prima del limite.
Il tabellino della sua carriera riporta 69 vittorie (41 per K.O.), 13 sconfitte e un pari.

### Carriera cinematografica
Trasferitosi in Australia negli anni ottanta, si dedicò alla carriera cinematografica, soprattutto nei suoi lunghi periodi di inattività dal pugilato. Ha interpretato vari ruoli, dal bullo al gangster, dal meccanico al pugile anche in film con Bud Spencer e Terence Hill. Ha inoltre all'attivo una partecipazione a Cinderella Man - Una ragione per lottare di Ron Howard.

## Filmografia parziale

### Cinema
- Lo chiamavano Bulldozer, regia di Michele Lupo (1978)
- Uno sceriffo extraterrestre... poco extra e molto terrestre, regia di Michele Lupo (1979)
- Io sto con gli ippopotami, regia di Italo Zingarelli (1979)
- Occhio alla penna , regia di Michele Lupo (1981)
- Sher Mountain killings mystery, regia di Vince Martin (1990)
- Fatal bond, regia di Vince Monton (1992)
- Street Fighter - Sfida finale (Street Fighter), regia di Steven E. de Souza (1994)
- Walk the talk, regia di Shirley Barrett (2000)
- Gettin' square, regia di Jonathan Teplitzky (2003)
- The Baby Juice Express, regia di Michael Hurst (2004)
- Cinderella Man - Una ragione per lottare (Cinderella Man), regia di Ron Howard (2005)

### Televisione
- Barracuda - film TV (1988)
- Journey to the center of the Earth - miniserie TV (1999)

## Doppiatori italiani
Nelle versioni in italiano dei suoi film, Joe Bugner è stato doppiato da:
- Sergio Fiorentini in Lo chiamavano Bulldozer, Uno sceriffo extraterrestre... poco extra e molto terrestre
- Sergio Rossi in Io sto con gli ippopotami
- Pino Colizzi in Occhio alla penna
- Claudio Fattoretto in Street Fighter - Sfida finale